# Спіритвуд-Лейк (Північна Дакота)
Спіритвуд-Лейк (англ. Spiritwood Lake) — місто (англ. city) в США, в окрузі Статсмен штату Північна Дакота. Населення — 97 осіб (2020).

## Географія
Спіритвуд-Лейк розташований за координатами 47°4′47″ пн. ш. 98°35′9″ зх. д. / 47.07972° пн. ш. 98.58583° зх. д. (47.079627, -98.585950).  За даними Бюро перепису населення США в 2010 році місто мало площу 4,64 км², з яких 2,77 км² — суходіл та 1,87 км² — водойми.

## Демографія
Згідно з переписом 2010 року, у місті мешкало 90 осіб у 40 домогосподарствах у складі 33 родин. Густота населення становила 19 осіб/км².  Було 99 помешкань (21/км²).
Расовий склад населення:
| - 100,0 % — білих |

До двох чи більше рас належало 0,0 %. Частка іспаномовних становила 0,0 % від усіх жителів.
За віковим діапазоном населення розподілялося таким чином: 12,2 % — особи молодші 18 років, 60,0 % — особи у віці 18—64 років, 27,8 % — особи у віці 65 років та старші. Медіана віку мешканця становила 55,3 року. На 100 осіб жіночої статі у місті припадало 100,0 чоловіків;  на 100 жінок у віці від 18 років та старших — 92,7 чоловіків також старших 18 років.
За межею бідності перебувало 3,8 % осіб, у тому числі 0,0 % дітей у віці до 18 років та 12,1 % осіб у віці 65 років та старших.
Цивільне працевлаштоване населення становило 54 особи. Основні галузі зайнятості: освіта, охорона здоров'я та соціальна допомога — 33,3 %, сільське господарство, лісництво, риболовля — 14,8 %, роздрібна торгівля — 9,3 %, оптова торгівля — 7,4 %.